# Ludwig Philipp de Bombelles
Ludwig Philipp de Bombelles, född den 1 juli 1780 i Regensburg, död den 7 juli 1843 i Wien, var en österrikisk diplomat. Han var son till Marc Marie de Bombelles och Marie-Angélique de Bombelles och bror till Carl Renatus de Bombelles.
de Bombelles, som var fransk greve, företrädde energiskt Klemens von Metternichs politik på ett flertal diplomatiska poster i Tyskland, Danmark, Italien och Schweiz.